# 老字號 (足球)

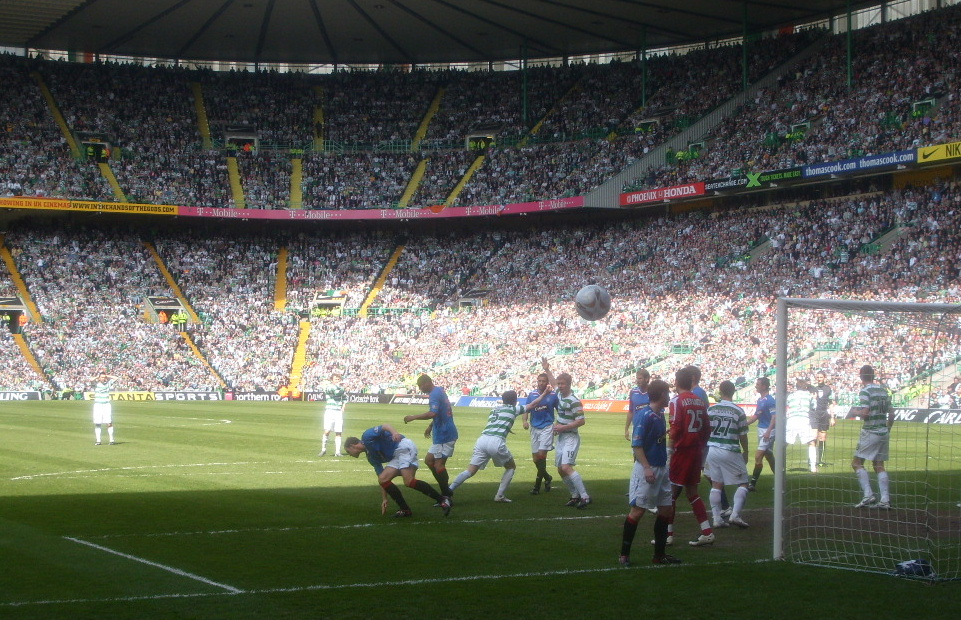
2008年的一場「老字號」對戰

老字號（英語：Old Firm）是蘇格蘭格拉斯哥市兩支班霸球隊些路迪及格拉斯哥流浪的共同稱號。老字號可說是完全壟斷蘇格蘭足球，截止2024年3月合共包攬75次蘇格蘭杯及108次頂級聯賽冠軍。挑戰兩隊的皇權不常出現，最近是1980年代初的鴨巴甸及登地聯。老字號結合龐大的支持力量，加上連年霸佔出席歐洲比賽的參賽席位而增加收入，使到蘇超資源分配嚴重失衡，兩隊所得遠超過其他蘇格蘭的球隊，蘇超比賽競爭越來越小，最近一次老字號齊齊跌出蘇超頭兩名之外已是1984-85年賽季。此占據前二的情形從1996-2005和從2007直到2012年因格拉斯哥流浪因財政於聯賽落馬降級為告一段落，於2019年才又再出現，而塞爾提克從2012年至2020年都在聯賽榜首。

## 老字號起源
關於「老字號」這個詞彙源頭的說法有幾種:
1. 兩支球隊在早期比賽中，評論員將它們稱為"就像兩個老朋友"（like two old, firm friends）"[2]。
2. 來自一份名為《The Scottish Referee》的體育報紙在1904年蘇格蘭杯決賽前刊登的一幅諷刺漫畫，漫畫中一位老人手持寫有"贊助老公司：流浪者隊，凱爾特人有限公司"（Patronise The Old Firm: Rangers, Celtic Ltd）的告示牌，突顯兩隊交鋒的商業利益[3]。
3. 這兩支班霸球隊是1890年成立的蘇格蘭足球聯盟創始11支球隊之中的成員，雖然現在其他創始球隊也在最高級別效力[4]。

進入21世紀後，兩家俱樂部聯手在知識產權局註冊了「老字號」這個商標，並一直在續期使用。這反映了這個詞彙在兩隊傳統對壘中已廣為人知和認同。

## 宗教衝突
老字號之間的敵對除同市球隊比拚高低外，更有深層的歷史根源。兩隊各有不同的宗教及民族背景，些路迪的球迷是愛爾蘭裔天主教徒，而格拉斯哥流浪則是蘇格蘭本土新教徒，宗教民族互不相容。历史上曾经有多次球迷間的對抗演變成暴力事件，甚或有傷亡的情況出現。

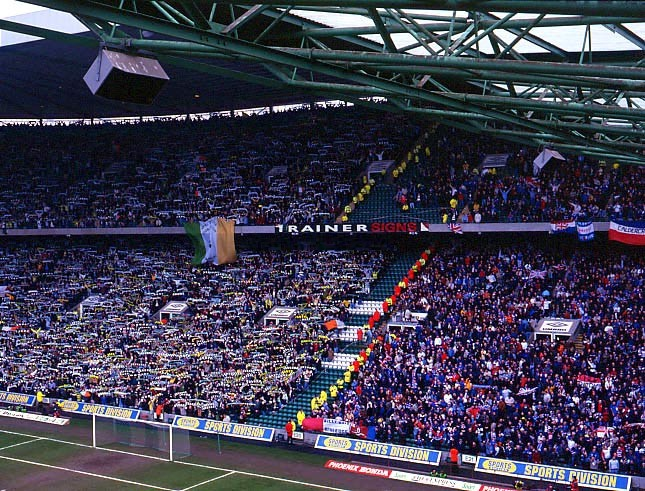
些路迪球迷在看台展示三色旗
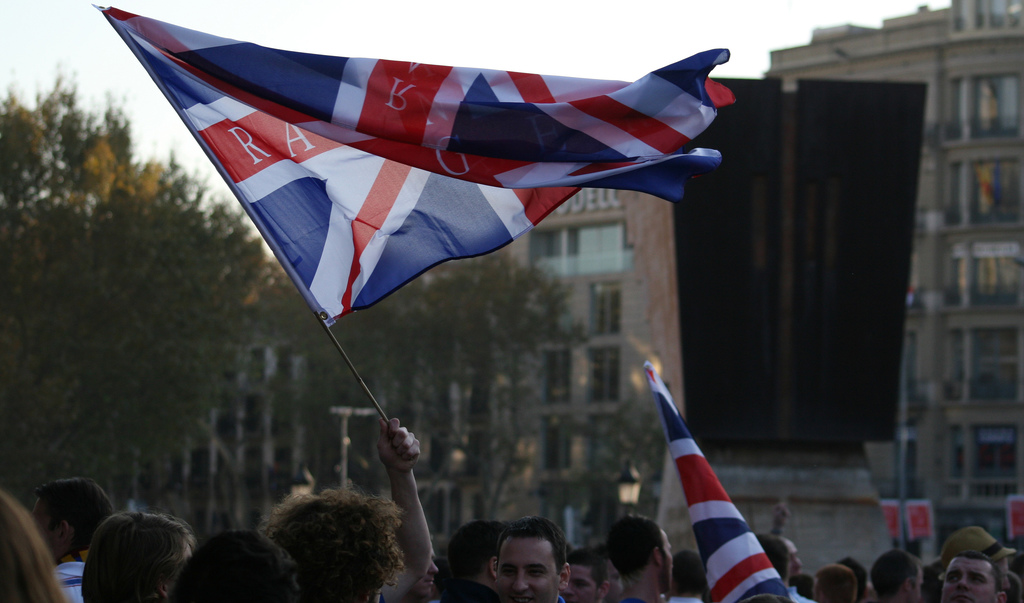
格拉斯哥流浪球迷高舉統一旗幟

## 對賽紀錄
最後更新：2023年12月30日
| 競賽名稱     | 對賽場次 | 流浪勝 | 賽和 | 些路迪勝 |
| ------------ | -------- | ------ | ---- | -------- |
| 蘇格蘭聯賽   | 333      | 127    | 90   | 116      |
| 蘇格蘭足總盃 | 54       | 18     | 10   | 26       |
| 蘇格蘭聯賽盃 | 51       | 24     | 2    | 25       |
| 總數         | 438      | 159    | 102  | 169      |

1. ↑  联赛冠军统计包括1904-05年赛季冠军附加赛，凯尔特人以2-1赢得比赛。[8][9]
2. ↑  2016年蘇格蘭杯比賽由流浪者透過點球大戰獲勝[10]，導致一些網站上的統計結果存在細微差異。

資料來源：1888-1999年統計數字來自 RSSSF （页面存档备份，存于）；餘下數據來自 Soccerbase。

## 榮譽
最後更新：2023年12月17日
| 凯尔特人 | 賽事           | 流浪者 |
| -------- | -------------- | ------ |
| 本土賽   |                |        |
| 53       | 蘇格蘭足球冠軍 | 55     |
| 41       | 蘇格蘭足總盃   | 34     |
| 21       | 蘇格蘭聯賽盃   | 28     |
| 115      | 總計           | 117    |
| 歐洲賽   |                |        |
| 1        | 欧洲冠军联赛   | —      |
| —        | 欧洲优胜者杯   | 1      |
| 1        | 總計           | 1      |
| 116      | 總計           | 118    |

## 相关题目
- 同城德比

## 外部連結
- 些路迪官方網站 （页面存档备份，存于）
- 格拉斯哥官方網站 （页面存档备份，存于）
- 老字號經典對碰